# Cargol, dona, flor i estrella
Cargol, dona, flor i estrella és una pintura a l'oli realitzada per Joan Miró el 1934 i que actualment forma part de la col·lecció permanent del Museu Reina Sofia de Madrid.

## Descripció
Aquesta pintura es va fer a Barcelona el 1934, poc abans de l'inici de la Guerra Civil espanyola. Miró abandona l'estil infantil i humorístic de les seves obres anteriors (Retrat de ballarina espanyola) per colors més foscos i un estil més seriós.
La pintura es compon de quatre personatges amb tons vertical de color marró, vermell, blanc i negre. S'organitzen en una base de bronzejat, verd fosc i gris. Els personatges en primer pla estan fetes de blocs de colors sòlids amb colors contrastants de colors que s'utilitzen per al fons de la tela. El bloc més gran és una mà blanca apuntant cap avall. Tota la composició és fosca. Les paraules Cargol, Dona, Flor i Estrella es registren d'esquerra a dreta en color negre i connectades per una línia corba. Seguint la línia corba, l'ordre de paraules és d'esquerra a dreta: dona, cargol, flors, estrelles. Es pot llegir ÉT on l'estrella és més gran, que serveix com una conjunció copulativa (i, en francès).

## Tapís
Segons Erben, existeix una versió en tapís de l'obra.